# Alfabetul limbii engleze
Alfabetul limbii engleze este setul de caractere folosit pentru scrierea limbii engleze actuale. În mare măsură aceste caractere sunt aceleași cu cele din alfabetul latin, diferența constând în adăugarea în secolul al XVI-lea a literelor U și J care nu existau în limba latină. Folosirea alfabetului latin pentru scrierea limbii engleze a început în secolul al VII-lea după ce în secolul al V-lea pentru același scop fusese folosită o variantă a caracterelor rune din vechile limbi scandinave și baltice.
Tabelul de mai jos cuprinde cele 26 de caractere ale alfabetului actual, împreună cu numele lor în engleză și cu pronunția în alfabetul fonetic internațional (AFI).
| Literă | Nume          | AFI                                                      |
| A      | a             | /ə/                                                      |
| B      | bee           | /biː/                                                    |
| C      | cee           | /siː/                                                    |
| D      | dee           | /diː/                                                    |
| E      | e             | /iː/                                                     |
| F      | ef, eff       | /ef/                                                     |
| G      | gee           | [giː/]                                                   |
| H      | aitch, haitch | /eiç/, /heɪʧ/                                            |
| I      | i             | /ā/                                                      |
| J      | jay           | /gei/                                                    |
| K      | kay           | /kei/                                                    |
| L      | el            | /el/                                                     |
| M      | em            | /em/                                                     |
| N      | en            | /en/                                                     |
| O      | o             | /o/, /oʊ/                                                |
| P      | pee           | /piː/                                                    |
| Q      | cue           | /chiuː/                                                  |
| R      | ar            | /ɑrː/, /ɑɹ/                                              |
| S      | ess, es       | /es/                                                     |
| T      | tee           | /tiː/                                                    |
| U      | u             | /üː/                                                     |
| V      | vee           | /viː/                                                    |
| W      | double-u      | /ˈdabălːüː                                               |
| X      | ex            | /ecs/                                                    |
| Y      | wy, wye       | /i/                                                      |
| Z      | zed, zee      | /zet/, /ziː/ (a doua variantă doar în engleza americană) |

Inițial din alfabetul limbii engleze mai făceau parte și o serie de caractere care în prezent nu se mai folosesc, precum:
- þ (numită thorn) și ƿ (wynn) proveneau din scrierea runică;
- ð (eth) era o variantă a literei latine d;
- ȝ (yogh) era derivată din g;
- ligaturile w și æ (ash) apărute prin unirea perechilor vv și respectiv æ.